# 夜のまにまに
『夜のまにまに』（よるのまにまに）は、2024年公開の日本映画。監督は磯部鉄平、主演は加部亜門、山本奈衣瑠。

## 概要
大阪を舞台に撮影された映画作品。磯部鉄平監督による大阪映画は、「コーンフレーク」「凪の憂鬱」に続く3作目となる。
主題歌は大阪出身のアーティスト・奇妙礼太郎による新曲「朝までのブルース」。
2024年の正式公開に先駆けて、2023年12月に大阪の第七藝術劇場で、2週間の特別先行上映が行われることが発表された。

## キャスト
新平
演 - 加部亜門
佳純
演 - 山本奈衣瑠

## 音楽
- 主題歌 - 奇妙礼太郎「朝までのブルース」（作詞・作曲：早瀬直久）

## スタッフ
- 監督：磯部鉄平
- 脚本：磯部鉄平、永井和男
- 撮影：小林健太
- 録音：杉本崇志
- ヘアメイク：夏海
- 編集：磯部鉄平
- 音楽：kafuka
- 助監督：高木啓太郎
- 制作：内藤由美
- HP・ポスターデザイン：河合良美
- スチール：大木仁博
- プロデューサー：和田裕之、渡辺晃司、砂川仁成、谷口慈彦